# Președintele Slovaciei
Președintele Republicii Slovace (în slovacă Prezident Slovenskej republiky) este șeful de stat și comandantul suprem⁠(d) al Forțelor Armate⁠(d) ale Slovaciei. Președintele este ales direct de către popor pentru cinci ani, și poate fi ales pentru maximum două mandate consecutive. Președinția Slovaciei este în mare măsură o funcție ceremonială⁠(d), dar președintele își exercită anumite puteri limitate cu discreție absolută. Reședința oficială a președintelui este Palatul Grassalkovich⁠(d) din Bratislava.

## Istoria funcției
Funcția a fost instituită prin Constituția Slovaciei intrată în vigoare la 1 ianuarie 1993, când Slovacia s-a desprins definitiv din Cehoslovacia și a devenit independentă. Funcția a fost vacantă până la 2 martie 1993, când a fost ales primul președinte, Michal Kováč⁠(d), de către Consiliul Național al Republicii Slovace⁠(d). În 1998 însă, Consiliul Național nu a reușit să-i aleagă acestuia un succesor. Rezultatul a fost că, timp de o jumătate de an după sfârșitul mandatului lui Kováč în martie 1998, funcția a rămas din nou vacantă. Atribuțiile și competențele funcției au fost transferate prim-ministrului și președintelui Consiliului Național de atunci. Pentru a ajunge la o soluție, Constituția a fost modificată pentru a face ca președintele să fie ales direct de cetățeni. Alegeri prezidențiale au avut loc în 1999⁠(d), 2004⁠(d), 2009⁠(d) și 2014⁠(d).

## Rolul și puterile
Președintele Slovaciei are un rol limitat în politică funcția fiind în mare parte ceremonială. Potrivit Constituției, președintele este reprezentantul suprem al statului, atât în Slovacia cât și în străinătate.
Printre atribuțiile sale constituționale se numără desemnarea și numirea prim-ministrului⁠(d), a trei judecători ai Curții Constituționale și a trei membri ai consiliului judiciar. De asemenea, președintele poate respinge orice proiect de lege sau propunere a Consiliului Național⁠(d), cu excepția amendamentelor constituționale. Acest drept de veto poate fi anulat dacă Consiliul Național adoptă aceeași lege din nou cu o majoritate de două treimi din toți membrii Consiliului, similar sistemului american de veto prezidențial. Președintele acționează și în calitate de comandant suprem al Forțelor Armate Slovace.
Printre alte îndatoriri constituționale se numără promulgarea legilor, numirea miniștrilor la recomandarea prim-ministrului și numirea diverșilor alți funcționari de stat: generali, profesori, judecători, rectori, procurori și alții. Președintele poate acorda grațiere, amnistie, comutarea pedepselor, și eliberări condiționată, la recomandarea ministrului justiției.

## Lista președinților
Această listă este generată cu date din Wikidata și este actualizată periodic de un robot.
 Editările făcute în listă vor fi șterse la următoarea actualizare!
| Foto | Nume             | Începutul mandatului | Sfârșitul mandatului |
| ---- | ---------------- | -------------------- | -------------------- |
|      | Michal Kováč     | 1993-03-02           | 1998-03-02           |
|      | Vladimír Mečiar  | 1998-03-02           | 1998-10-30           |
|      | Mikuláš Dzurinda | 1998-10-30           | 1999-06-15           |
|      | Rudolf Schuster  | 1999-06-15           | 2004-06-15           |
|      | Ivan Gašparovič  | 2004-06-15           | 2014-06-15           |
|      | Andrej Kiska     | 2014-06-15           | 2019-06-15           |
|      | Zuzana Čaputová  | 2019-06-15           | 2024-06-15           |
|      | Peter Pellegrini | 2024-06-15           |                      |